# Moldaviens damlandslag i basket
Moldaviens damlandslag i basket representerar Moldavien i basket på damsidan. Laget deltog första gången i Europamästerskapet 1995

### Fotnoter
1. ↑  Todor Krastev (11 mars 1995). ”Women Basketball European Championship 1995 Brno (CZE) - 08-18.06 Winner Ukraine” (på engelska). Sport Statistics. Arkiverad från originalet den 3 juli 2015. https://web.archive.org/web/20150703221218/http://todor66.com/basketball/Europe/Women_1995.html. Läst 23 juni 2015.